# داج (پایگاه داده)
داج (پایگاه داده) (به فرانسوی: Documentation en Gestion des Entreprises) یک پایگاه داده کتابشناسی که توسط مؤسسه اطلاعات علمی و فناوری (INIST) با همکاری Réseau d’Information en Gestion des Entreprises (شبکه اطلاعاتی برای مدیریت کسب و کار) - تحت همکاری Institut Européen de Données Financières, EUROFIDAI  (موسسه پایگاه داده مالی اروپایی) و دپارتمان علوم اجتماعی و علوم انسانی (SHS) نگه‌داری می‌شود. داج اسناد تحقیقاتی در تمام زمینه‌های مدیریت کسب و کار به ویژه با تاکید بر ادبیات اروپایی پوشش می‌دهد.

## منبع
مشارکت‌کنندگان ویکی‌پدیا. «DOGE (database)». در دانشنامهٔ ویکی‌پدیای انگلیسی، بازبینی‌شده در ۲۰۲۴-۰۶-۰۲.

## همچنین ببینید
- DOGE's page on the INIST official website
- INIST (official website)
- EUROFIDAI Homepage